# Forever (televisieserie uit 2014)
Forever is een Amerikaanse politieserie die op ABC werd uitgezonden tussen 22 september 2014 en 5 mei 2015. In Vlaanderen liepen de eerste elf afleveringen van de serie van 1 februari tot 5 april 2015 op VIER. Van 6 september tot 15 november 2015 zond VIER de volgende elf afleveringen uit.
De televisieserie bestaat uit één seizoen dat in totaal 22 afleveringen telt. ABC liet weten dat er geen tweede seizoen van de serie volgt.

## Verhaal
Dr. Henry Morgan is een lijkschouwer in New York, die de lichamen voor strafzaken van de politie moet bestuderen. Hijzelf is onsterfelijk en leeft al 200 jaar. Elke keer dat hij zou moeten sterven, verdwijnt hij en duikt hij onmiddellijk naakt terug op in nabijgelegen water. Ook heeft hij het uiterlijk van iemand van 35 jaar en veroudert dus niet. Henry probeert zijn onsterfelijkheid geheim te houden. De enige die weet dat hij onsterfelijk is, is zijn geadopteerde zoon Abe. Wanneer Henry wordt gestalkt door Adam, blijkt deze zijn geheim te weten. Adam is zelf ook onsterfelijk en beweert al 2000 jaar oud te zijn.

## Rolverdeling
Hoofdrollen
| Acteur             | Personage            |
| ------------------ | -------------------- |
| Ioan Gruffudd      | Henry Morgan         |
| Alana de la Garza  | Jo Martinez          |
| Joel David Moore   | Lucas Wahl           |
| Donnie Keshawarz   | Mike Hanson          |
| Lorraine Toussaint | Joanna Reece         |
| Judd Hirsch        | Abraham "Abe" Morgan |

Bijrollen
- MacKenzie Mauzy (jong) & Janet Zarish (oud) – Abigail Morgan (10 afleveringen)
- Burn Gorman – Lewis Farber / "Adam" (5 afleveringen)
- Cuba Gooding jr. – Isaac Monroe (3 afleveringen)
- Victoria Haynes (jong) & Jane Alexander (oud) – Nora Morgan
- Hilarie Burton – Molly Dawes (2 afleveringen)

## Afleveringen
| Nr. | Titel                                   | Regisseur         | Schrijver                      | Uitzenddatum Verenigde Staten |  |
| --- | --------------------------------------- | ----------------- | ------------------------------ | ----------------------------- |  |
| 1   | Pilot                                   | Brad Anderson     | Matt Miller                    | 22 september 2014             |  |
| 2   | Look Before You Leap                    | Sam Hill          | Matt Miller                    | 23 september 2014             |  |
| 3   | Fountain of Youth                       | David Warren      | Janet Lin                      | 30 september 2014             |  |
| 4   | The Art of Murder                       | Jace Alexander    | Chris Fedak                    | 7 oktober 2014                |  |
| 5   | The Pugilist Break                      | John T. Kretchmer | Phil Klemmer                   | 14 oktober 2014               |  |
| 6   | The Frustrating Thing About Psychopaths | Zetna Fuentes     | Sarah Nicole Jones             | 21 oktober 2014               |  |
| 7   | New York Kids                           | Steve Shill       | Zev Borow                      | 28 oktober 2014               |  |
| 8   | The Ecstasy of Agony                    | Brad Anderson     | Allen MacDonald                | 11 november 2014              |  |
| 9   | 6 A.M.                                  | Peter Lauer       | Dean Carpentier & Matt Kester  | 18 november 2014              |  |
| 10  | The Man in the Killer Suit              | Jace Alexander    | Cameron Litvack                | 2 december 2014               |  |
| 11  | Skinny Dipper                           | Steve Boyum       | Chris Fedak & Phil Klemmer     | 9 december 2014               |  |
| 12  | The Wolves of Deep Brooklyn             | Rob Bailey        | Zev Borow                      | 6 januari 2015                |  |
| 13  | Diamonds Are Forever                    | John T. Kretchmer | Janet Lin                      | 13 januari 2015               |  |
| 14  | Hitler on the Half Shell                | David Warren      | Sarah Nicole Jones             | 3 februari 2015               |  |
| 15  | The King of Columbus Circle             | Matt Barber       | Phil Klemmer                   | 10 februari 2015              |  |
| 16  | Memories of Murder                      | Zetna Fuentes     | Anderson Mackenzie             | 24 februari 2015              |  |
| 17  | Social Engineering                      | Antonio Negret    | John Enbom                     | 3 maart 2015                  |  |
| 18  | Dead Men Tell Long Tales                | Antonio Negret    | John Enbom                     | 24 maart 2015                 |  |
| 19  | Punk is Dead                            | John F. Showalter | Ildy Modrovich                 | 31 maart 2015                 |  |
| 20  | Best Foot Forward                       | John T. Kretchmer | Sarah Nicole Jones & Zev Borow | 7 april 2015                  |  |
| 21  | The Night in Question                   | Michael Fields    | Phil Klemmer                   | 21 april 2015                 |  |
| 22  | The Last Death of Henry Morgan          | Brad Anderson     | Matt Miller & Chris Fedak      | 5 mei 2015                    |  |